# Eric Iljans
Eric Iljans, född 17 november 1969 i Nora, är en svensk skicrossåkare som deltog i de Olympiska vinterspelen 2010 i Vancouver där han gick till kvartsfinal. Eric Iljans är gift med skicrossåkaren Magdalena Iljans.
Han är nu förbundskapten för svenska skicrosslandslaget.